# Eldorado KaDeWe – Jetzt ist unsere Zeit
Eldorado KaDeWe – Jetzt ist unsere Zeit ist eine deutsche Miniserie, die am 27. Dezember 2021 im Ersten ausgestrahlt wurde. Das sechsteilige Drama befasst sich mit dem berühmten Berliner Kaufhaus des Westens in den 1920er Jahren.

## Handlung
Die Serie spielt in Berlin in den 1920ern und erzählt das Leben der vier Protagonisten Hedi, Fritzi, Harry und Georg, die im Kaufhaus des Westens (KaDeWe) arbeiten, das dem Vater von Harry und Fritzi gehört.
Während Probleme wie Inflation den Alltag der Berliner Bürger prägen, blüht das gesellschaftliche Leben gleichzeitig auf. Das Berliner Nachtleben beginnt, sich durch Emanzipation und sexuelle Offenheit zu definieren. Doch bald wird die politische Radikalisierung spürbar.

### Hedi
Hedi lebt mit ihrer jüngeren Schwester Mücke, die das Down-Syndrom hat, und ihrem kriegsversehrten Vater in einer Hinterhofwohnung in Berlin. Ihr Verlobter, der ebenfalls kriegsversehrte Rüdiger Hartmann, ist Buchhalter im KaDeWe und hat ihr eine Stelle als Verkäuferin im Kaufhaus verschafft. Dort nutzt sie es, von einem Lageristen durch Zeigen ihrer nackten Brüste zusätzlich Rationen an Ware zu bekommen. Fritzi, die sich in sie verliebt, lässt sie und andere Verkäuferinnen als Models für Kleidung des KaDeWe fotografieren. Im Nachtclub Eldorado, in das Fritzi eingeladen hat, lernt Hedi die lesbische Szene Berlins kennen und beginnt, eine leidenschaftliche Beziehung mit Fritzi zu leben. Nachdem sie nicht mehr möglich wird und ihr Vater sich erhängt hat, sagt Hedi ja zum Heiratsantrag von Rüdiger, der nach seiner Entlassung aus dem KaDeWe an seiner Karriere in der NSDAP arbeitet. Er bringt sie dazu, Mutter zu werden, will sie nicht mehr im KaDeWe arbeiten lassen und Mücke in ein Heim stecken. Da entscheidet sich Hedi, Rüdiger mit Gift umzubringen und ist wieder frei für die Liebe mit Fritzi.

### Fritzi
Fritzi begegnet Hedi im KaDeWe. Zwischen den beiden entwickelt sich eine Liebesbeziehung entgegen den gesellschaftlichen Umständen der 20er-Jahre. Als ihre Mutter die beiden miteinander im Bett erwischt, bringt sie die Beziehung auseinander und lässt Fritzi in eine Nervenheilanstalt bringen. 

### Harry
Harry wird nach der Rückkehr aus dem Krieg Juniorchef des Kaufhauses.

### Georg
Der Prokurist Georg Karg stammt aus ärmlichen Verhältnissen.

## Episodenliste
1. Stadt der Frauen
2. Das reinste Vergnügen
3. Lila Nächte
4. Kalter Entzug
5. Gegen die Zeit
6. Das Ende der Schönheit

## Entstehung

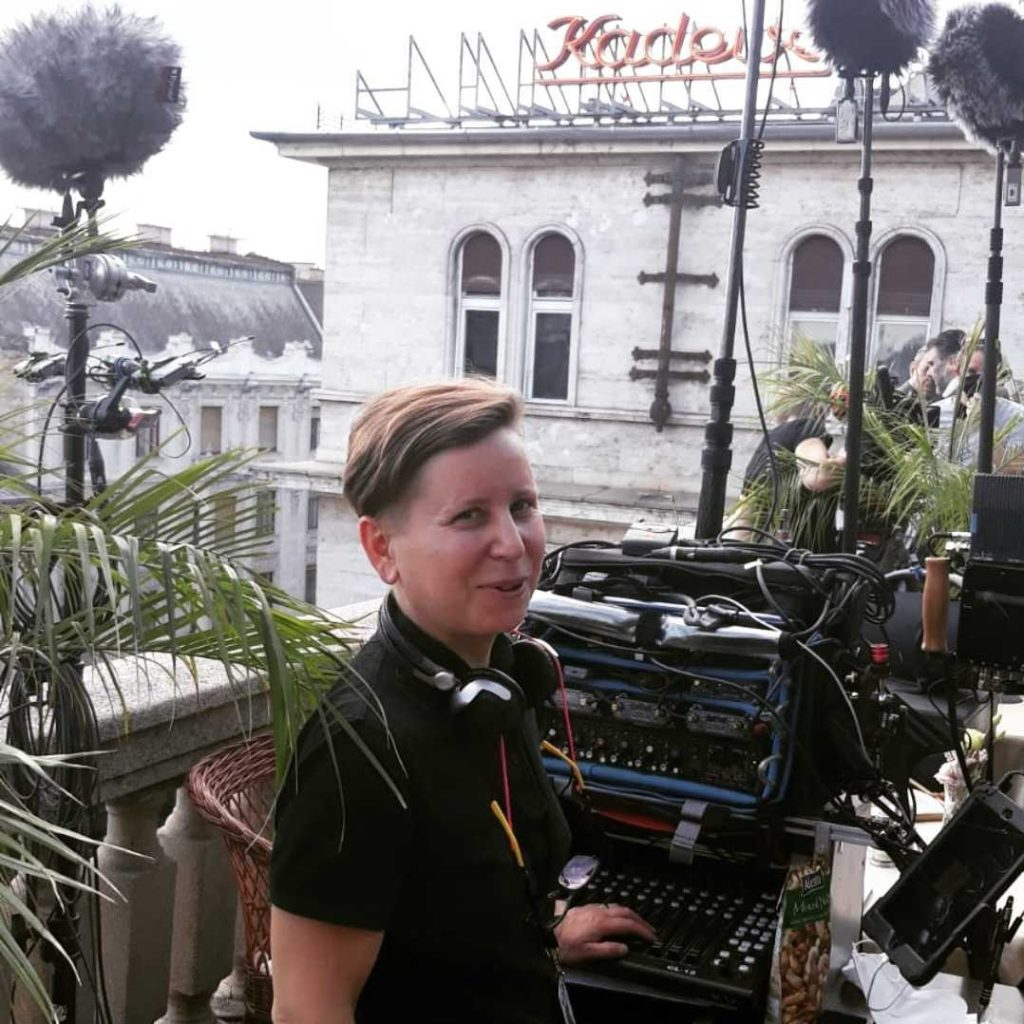
Filmtonmeisterin Claudia Mattai del Moro am Set in Budapest (2021).

Die Idee für das Kaufhaus des Westens kam dem deutsch-jüdischen Unternehmer Adolf Jandorf 1905. Eröffnet wurde das Luxuskaufhaus schließlich 1907 am Wittenbergplatz. Durch das Kaufhaus wandelte sich die Gegend um die Tauentzienstraße vom ruhigen Vorort zum Einkaufsboulevard. Auf dieser Basis entstand die Geschichte um Eldorado KaDeWe. Während Jandorf tatsächlich einen Sohn namens Harry hatte, sind Figuren wie Tochter Fritzi rein fiktional. Trotz Abweichungen von der historischen Grundlage befürworteten die heutigen Eigentümer das Fernsehprojekt und bezeichneten sich als „gespannt auf die filmische Umsetzung unserer Historie“.
2017 kündigten sowohl Constantin Film als auch UFA Fiction an, eine Serie über das Kaufhaus des Westens zu produzieren. 2019 schlossen sich die Produktionsfirmen für ARD Degeto und rbb zur Arbeit an der Serie zusammen. Gefördert wurde die Produktion vom FilmFernsehFonds Bayern, dem Medienboard Berlin-Brandenburg und dem German Motion Picture Fund.
Die Dreharbeiten fanden 2021 in Budapest und Berlin statt. Straßenszenen aus diesem Jahr mit Autos, Häusern und U-Bahnen wurden in den Film eingebaut. Die gezeigten Szenen aus dem in der Serie lesbisch dominierten Nachtclub Eldorado sind fiktiv und haben nur wenig mit dem historischen Tanzlokal Eldorado zu tun. Es entsteht sogar der Eindruck, dass in den Räumen des Eldorados die lesbische Zeitschrift Die Freundin entstanden ist, was nicht den historischen Tatsachen entspricht. Die Regie übernahm Julia von Heinz, die mit anderen ebenfalls das Drehbuch verfasste. Für die Sexszenen der Serie wurde eine Intimitätskoordination eingesetzt.

## Rezeption
In der FAZ äußerte sich Heike Hupertz begeistert über die Serie, denn sie erzähle die Geschichte des Kaufhauses „mit genauer Verortung der Strömungen der Zwanziger als überzeugende Mischung von Wirklichkeit und Möglichkeit, von Vergangenheit, Gegenwart und Zukunft“, sowohl in den Drehbüchern als auch anderen Gewerken. Die Wirkung der bruchlos ineinander übergehenden Zeitebenen sei „grandios anschaulich“.
Carolin Ströbele wies in der Zeit darauf hin, dass die Regisseurin in der Serie auch die Geschichte ihres eigenen Vaters verarbeite, der seine Homosexualität vor der Familie verborgen und von der sie erst nach seinem Tod erfahren habe. Lobend hob Ströbele die Musik hervor, insbesondere dass Inga Humpe mehrere Lieder für die Serie komponierte und selbst sang: „Als große Diva Berlins passt sie wunderbar in die Nachtclubs der 20er Jahre, ebenso die Kabarettistin und Sängerin Anna Mateur, die mit dem Antinazi-Chanson Frau Deutsch Gesund den lesbischen Undergroundclub aufmischt.“
Arabella Wintermayr bescheinigte Julia von Heinz in der Tageszeitung, ein Serienjuwel geschaffen zu haben, das „nicht nur beweist, dass öffentlich rechtliche Produktionen mit den Streaminganbietern im Hinblick auf Kühnheit und Diversität im Erzählen mithalten, sondern sie sogar übertreffen“. Die Parallelisierung der Situation von Schwulen und Lesben der 1920er und 2020er durch die Außenaufnahmen in der Gegenwart wirke zunächst unpassend, „bis man sich die Verhältnisse in anderen Teilen der Welt ins Gedächtnis ruft“. Zur Beziehung zwischen Fritzi und Hedi schrieb sie, die Abbildung von lesbischer Sexualität im Kino sei eine lange Aneinanderreihung von Ärgernissen. Dass es ausgerechnet einer Serie der ARD gelinge, „derart wahrhaftig und facettenreich von der Liebe zwischen zwei Frauen zu erzählen, ist für sich genommen schon eine kleine Sensation“. Medienvertreter hätten als Reaktion darauf nach ihrer Sichtung der Serie bereits vereinbarte Interviews abgesagt oder die Serie vom Titelblatt genommen, berichtete von Heinz; sie sei sogar als „Zumutung“ bezeichnet worden.
In der Jüdischen Allgemeinen fand Caroline Bock in der Serie „[e]in Gegenwartskonzept, das zeigen soll, dass die Themen der Serie noch heute aktuell sind: Judenhass, Emanzipation, sexuelle Selbstbestimmung und Freiheit“. Sie sei „als Serie manchmal derb und trägt auch mal dick auf, nicht alles ist perfekt. Aber sie macht vieles gut, auch weil sie nicht zu viele Stränge in der Handlung hat“.
„Überhastet und erstaunlich vordergründig“, kritisierte Judith von Sternburg in der Frankfurter Rundschau, erzähle Julia von Heinz vom Kaufhaus KaDeWe und von der lesbischen Liebe in den Zwanzigern. Nicht einmal für die ins Zentrum gestellte lesbische Liebe nehme sie sich wirklich Zeit. Sie werde von „Else-Lasker-Schüler-Gedichten nicht intensiviert, sondern lediglich übergossen. Darunter muss die Liebe stecken, aber man bekommt wenig von ihr mit.“
Das Lexikon des Internationalen Films lobte, dass die vier jungen Protagonisten dank „starker Darsteller“ als „vielschichtig-schillernde Charaktere“ überzeugten.
Inga Humpe, Tommi Eckart und Matthias Petsche erhielten für die Musik der Serie den Deutschen Fernsehpreis 2022 in der Rubrik "Beste Musik Fiktion".